# Château du Celly
Le château du Celly est un château situé dans le village belge de Lavacherie faisant partie de la commune de Sainte-Ode.